# Brustverkleinerung

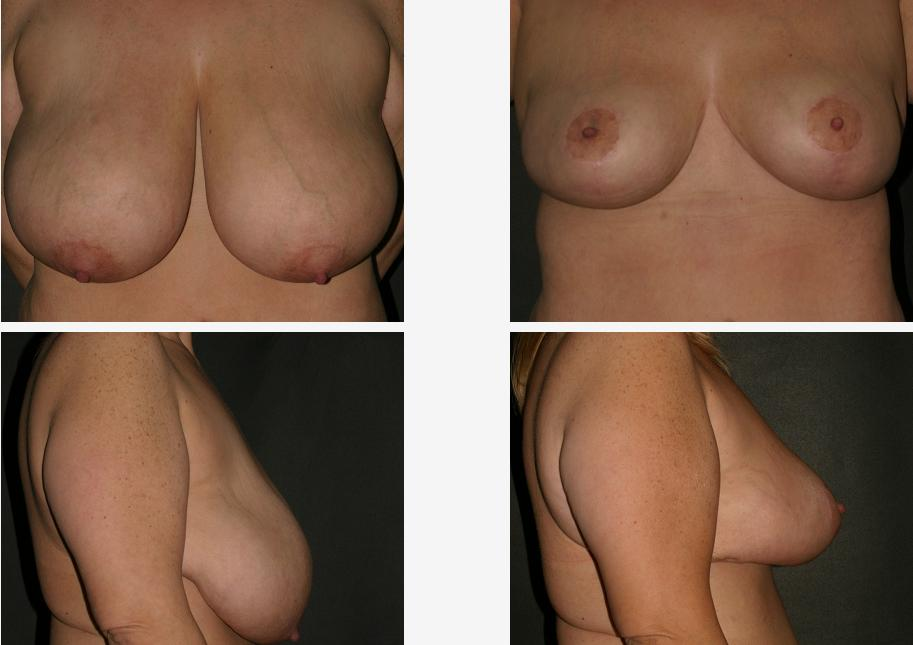
Brustverkleinerung: präoperatives Foto der Makromastie und Ptosis (links); postoperative Fotos, verkleinerte und angebhobene Brüste

Eine Brustverkleinerung, auch medizinisch als Mammareduktion bezeichnet, ist ein operativer Eingriff an der weiblichen Brust, bei dem Haut, Brustdrüsen- und Fettgewebe entfernt werden, um das Volumen einer Brust zu verringern und anschließend die Brustwarze wieder an ihren ursprünglichen Platz zu bringen. Bei diesem Eingriff wird die Brust mit dem verbleibenden Gewebe neu geformt und nach teilweiser Hautentfernung von einem strafferen Hautmantel umgeben. In der Regel wird eine Brustverkleinerung bei auftretender Makromastie in Erwägung gezogen.

## Indikation
Die Indikation, d. h. der Anlass einer solchen Operation kann kosmetische oder auch medizinische Gründe haben. Bei Frauen mit sehr großen Brüsten können chronische Rückenschmerzen und Verspannungen, einschneidende BH-Träger und Hautinfekte in der Brustumschlagfalte (Intertrigo) auftreten. Sie sind zudem bei körperlichen Betätigungen stark eingeschränkt. Zu diesen körperlichen Beschwerden kommt häufig noch eine psychische Belastung. Frauen können darunter leiden, dass ihr auffällig großer Busen übermäßig viel Aufmerksamkeit auf sich zieht. Makromastie kann dazu führen, dass Mädchen schon im Alter von 11 bis 12 Jahren soziale Probleme bekommen und einer übermäßigen Sexualisierung ausgesetzt sind, weshalb der Wunsch nach Brustverkleinerung bei betroffenen Frauen oft schon frühzeitig aufkommt.  Eine relative Indikation ist der Wunsch nach einer kosmetischen Verbesserung. Seit Mitte der 2010er Jahre ist ein Anstieg bei Brustverkleinerungen und Implantat-Entfernungen in Deutschland zu verzeichnen. 2023 stieg die Zahl der Explantationen um 41 % und der Brustverkleinerungen um 32 %.
Die Grenze zwischen dem rein kosmetischen Anlass und einer medizinischen Notwendigkeit der Operation liegt nach Ansicht verschiedener Fachärzte bei einem Gewicht von mindestens 500 g, das bei der Operation auf jeder Seite der Brust zu entfernen wäre.
Auch bei Männern kann eine Brustverkleinerung angezeigt sein – Gynäkomastie ist häufiger als allgemein angenommen. Bei Männern kommt oft eine Brustreduktion mit Schnittführung um den Brustwarzenhof zum Einsatz, bei adipöser Lipomastie auch die Methode der Fettabsaugung.

## Operation
Die Operation erfolgt in Narkose.
Es existieren zahlreiche Operationstechniken, deren Anwendung unter anderem von der Größe und Beschaffenheit der Brust abhängig ist. Die Schnittführung verläuft am Rand des Warzenhofs und von dort senkrecht herab in die Brustumschlagfalte. Bei mittelgroßen und großen Brüsten wird ein weiterer quer in der Umschlagfalte liegender Schnitt benötigt. Entfernt wird das Drüsengewebe und Fettgewebe nicht nur aus dem unteren Brustbereich. Des Weiteren wird die überschüssige Haut entfernt, wodurch ein Straffungseffekt resultiert. Bei allen Schnittführungen muss die Brustwarze und der Warzenhof an eine neue Stelle versetzt werden. Hierzu benötigt sie einen Stiel, über den sie die Blutversorgung erhält. Diese Versorgung kann über Teile des Drüsengewebes oder über Teile der Haut erfolgen. Bei extrem großen Brüsten wäre dieser Stiel zu lang, um eine ausreichende Durchblutung zu gewährleisten, in diesen Fällen muss eine freie Verpflanzung der Brustwarze erfolgen.

## Nutzen-Risiko-Abwägung
Bei der Brustverkleinerung handelt es sich um einen operativen Eingriff, der sorgfältig geplant werden muss, um zu einer Verbesserung der Lebensqualität der Patientin zu führen. Besonders vor kosmetischen Operationen, für die meist keine zwingende OP-Indikation besteht, ist eine umfangreiche und weitgehende OP-Aufklärung erforderlich.
Je größer das Gewicht ist, das bei der Operation entfernt wird, desto größer ist der gesundheitliche Nutzen der Patientin. Zielgrößen B-Cup oder C-Cup können in der Regel unabhängig von der Ausgangsgröße erreicht werden. Die Patientinnen sind in der Regel sehr dankbar, da sie eine deutliche Erleichterung ihrer Beschwerden erfahren. Die häufigste Komplikation besteht in Wundheilungsstörungen, vor allem bei sehr großen Brüsten und bei Patientinnen mit entsprechenden Risikofaktoren (z. B. Diabetes). Sie treten meist im zentralen Bereich der Brustumschlagfalte auf und lassen sich häufig ohne Operation zur Abheilung bringen. Die Patientinnen müssen sich zudem über den möglichen, aber sehr seltenen, Verlust der Brustwarze, verursacht durch die oben beschriebene Stielung, im Klaren sein. Hierdurch sind auch Gefühlsstörungen der Brustwarze und eine Einschränkung der Stillfähigkeit bedingt. Die Narben sind nach der Operation sichtbar und werden gelegentlich durch den Zug der Brust auch breiter.
Die Stillfähigkeit kann durch eine Brustverkleinerung beeinträchtigt sein. Es wird angenommen, dass in 10–20 % der Fälle eine Brustverkleinerung zufolge hat, dass die betroffene Frau nicht mehr stillen kann. Weiterhin kann es passieren, dass sich zwar Milch bildet, aber das Drüsengewebe nicht mehr mit der Brustwarze verbunden ist, sodass ein weiterer operativer Eingriff notwendig wird. Deshalb wird eher dazu geraten, die Brustverkleinerung nach der Schwangerschaft vornehmen zu lassen, in dem Fall ist es auch einfacher, sich die Kosten von der Krankenkasse erstatten zu lassen. Allerdings lassen sich Schwangerschaften nicht sonderlich gut planen, und der Wunsch nach Brustverkleinerung ist gerade bei sehr jungen Frauen ausgeprägt. Im Zweifel können alternative Maßnahmen wie Gymnastik und Gewichtsreduktion helfen, die Probleme zu lindern.

## Kostenerstattung
Soweit eine Brustverkleinerung medizinisch indiziert, das heißt erforderlich ist, hat die Krankenkasse in der Regel die Kosten des Eingriffs zu übernehmen. Viele Krankenkassen weigern sich aber in letzter Zeit und verweisen auf andere Therapiemöglichkeiten wie Krankengymnastik, Gewichtsreduktion, Psychotherapie und Ähnliches. Da durch diese Maßnahmen die Ursache der Beschwerden aber in manchen Fällen nicht behoben werden kann, ist die Situation für die Betroffenen in der Regel frustrierend.
Eine medizinische Indikation ist durch entsprechende fachärztliche Gutachten nachzuweisen. Der behandelnde Arzt muss darin bestätigen, dass die Operation seiner Ansicht nach zur Verhütung/Heilung/Linderung einer Krankheit unumgänglich ist. Dies kann ein behandelnder Plastischer Chirurg, Frauenarzt oder vorzugsweise ein behandelnder Orthopäde sein, der eine Bescheinigung darüber ausstellen kann, dass die übergroße Brust zu schmerzhaften Beschwerden und Komplikationen im Bereich der Hals- und Brustwirbelsäule führt und die Beschwerden über einen Zeitraum von ca. zwei Jahren nicht durch Krankengymnastik/Physiotherapie oder gleichwertige Behandlungen gebessert werden konnten.